# Amadeus Merian
Amadeus Merian (* 12. Mai 1808 in Basel; † 11. Januar 1889 ebenda) war ein Schweizer Architekt. 

## Leben
Nach einer Lehre als Steinhauer in Pforzheim studierte Merian an der Bauakademie in München bei Friedrich von Gärtner Architektur. 24 Jahre lang, von 1835 bis 1859, war er Bauinspektor in Basel und leitete mit Christoph Riggenbach zusammen die Arbeiten am Basler Münster, eine Aufgabe, die zusammen mit den damals ebenfalls anstehenden Renovierungen und Weiterbauten anderer Kirchen in Deutschland, etwa des Strassburger Münsters und Kölner Doms, eine rege Debatte zum Denkmalschutz auslösten. 1842 restaurierte er das Riehentor. Nachdem ihn Ludwig Calame als Bauinspektor abgelöst hatte, war er 1860 bis 1876 Mitglied des Kleinen Rats der Stadt. Seine postum erschienenen Erinnerungen sind «eine unschätzbare Quelle für die Hintergründe des öffentlichen Baubetriebs».
Mit dem Café Spitz in der Kleinbasler Altstadt schuf er 1838–1840 seinen ersten Neubau. Nach Plänen Merians entstanden im Lohnhof ab den 1830er bis in die 1850er Jahre Umbauten für die Polizeinutzung. Er entwarf Bauten im Münchner Rundbogenstil, darunter den 1844 entstandenen Neubau des Hotels Drei Könige. Von Merian stammen auch die Pläne für den umfassenden Umbau des Pfarrhauses in Riehen 1851/52. Unter seiner Leitung entstanden Neu- und Umbauten des Alten Gemeindehauses in Riehen (1834/35), der Theodorskirche (1836), der Peterskirche (1836–37), der Leonhardskirche mit dem Lohnhof, des Basler Münsters (1836–1857), der Pfarrkirche Kleinhüningen (1847), der Mittleren Rheinbrücke (1838–1840) und der Clarakirche (1858–59).

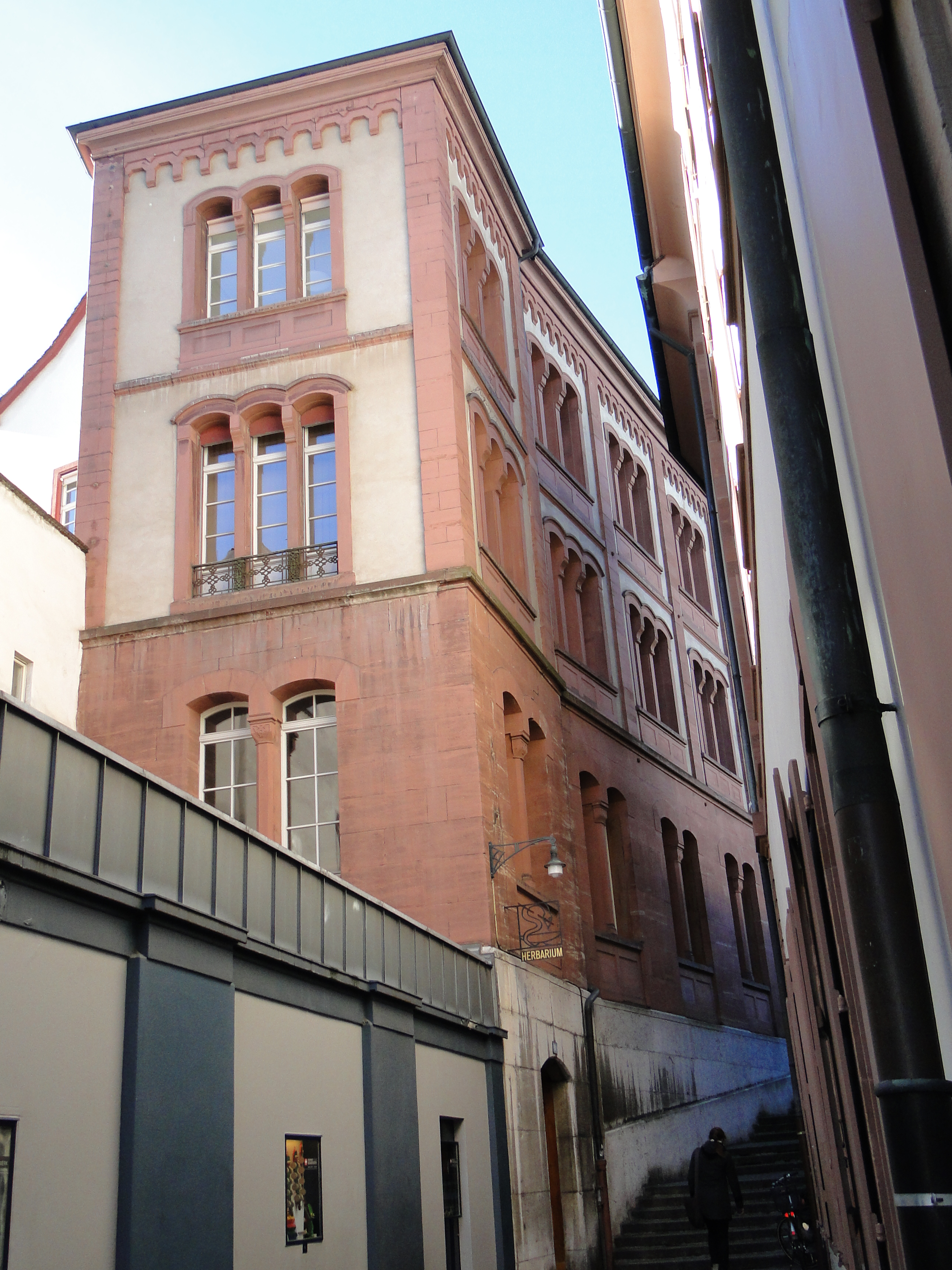
Mädchenschule von 1855–56 am Totengässlein

## Eigene Schriften
- Erinnerungen von Amadeus Merian, Architekt, 1808–1889. von ihm selbst verfasste Biographie. Basel 1902.

## Belege
1. ↑  Othmar Birkner, Hanspeter Rebsamen: Basel. In: Gesellschaft für Schweizerische Kunstgeschichte (Hrsg.): INSA Inventar der neueren Schweizer Architektur 1850–1920. Band 2. GSK, Bern 1986, ISBN 3-280-01716-5, S. 90, Sp. 1, doi:10.5169/seals-3532 (e-periodica.ch).
2. ↑  Pfarrhaus. In: Gemeinde Lexikon Riehen.
3. ↑  Eduard Wirz: Das alte Gemeindehaus. In: Jahrbuch z’Rieche 1961 (online).

| Personendaten    | Personendaten       |
| ---------------- | ------------------- |
| NAME             | Merian, Amadeus     |
| KURZBESCHREIBUNG | Schweizer Architekt |
| GEBURTSDATUM     | 12. Mai 1808        |
| GEBURTSORT       | Basel               |
| STERBEDATUM      | 11. Januar 1889     |
| STERBEORT        | Basel               |